# Hiposmia

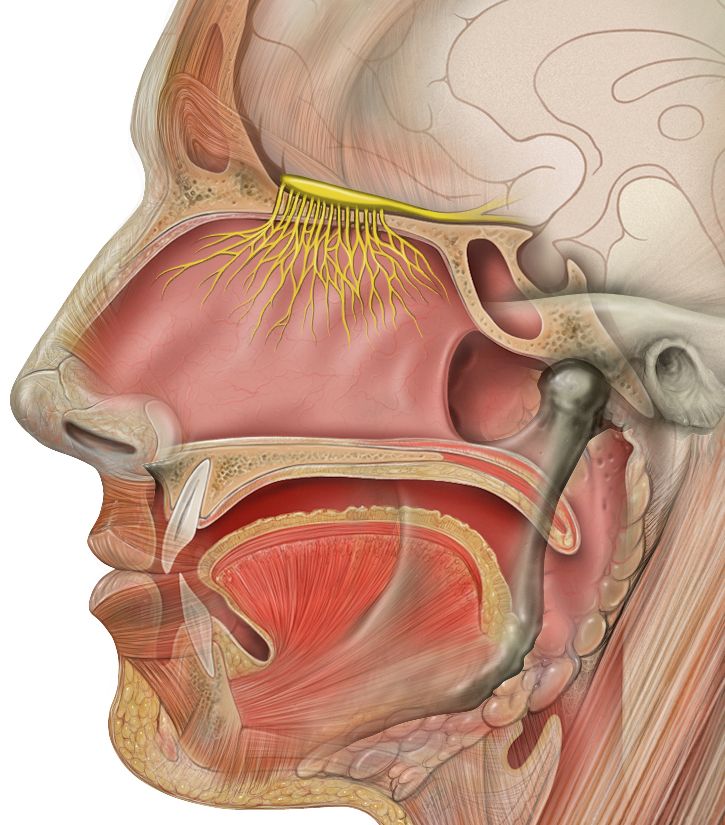
Anatomía de la cabeza con nervio olfativo.

La Hiposmia es un trastorno del sentido del olfato que resulta en la  reducción parcial  de la capacidad de percibir olores.
Cuando se habla de esta alteración, se debe aclarar la diferencia que existe entre la hiposmia y anosmia, pues ambas alteraciones afectan las estructuras nasales o cerebrales que trasmiten el sentido del olfato; la única diferencia es que la hiposmia se presenta como una reducción del olfato, mientras que la anosmia es la pérdida total de la capacidad de oler.2
Dos de las causas más reconocidas que generan este trastorno son las lesiones o alteraciones en la zona nasal o en las estructuras cerebrales que trasmiten el sentido del olfato.

## Etiología
Los trastornos del olfato tienen muchas causas, algunas más claras que otras. La mayoría de las personas comienzan a sufrir trastornos del olfato después de haber tenido algunas enfermedades o lesiones recientes. Los factores desencadenantes más comunes son las infecciones de las vías respiratorias superiores y los traumatismos encefalocraneales. 
Entre otras causas que producen trastornos del olfato se encuentran los pólipos en las fosas nasales, las infecciones de los senos paranasales, los trastornos hormonales y los problemas dentales. 
La exposición permanente a ciertos productos químicos como los insecticidas y solventes, y algunos medicamentos también han estado asociada con trastornos de olfato. 
Las cirugías de tipo craneotomía, (involucra cortar una sección o secciones del cráneo) en donde el abordaje realizado por el cirujano involucre manipular el nervio olfativo, este puede dañarse temporal o definitivamente
Las personas con cáncer en la cabeza y cuello que reciben tratamiento con radioterapia también pueden experimentar problemas con su sentido del olfato.
La hiposmia también puede presentarse como un signo precoz en la Enfermedad de Parkinson.

## Funcionamiento del sentido del olfato
El sentido del olfato hace parte del sistema quimio sensorial de las personas, por esta razón la capacidad de oler viene de las neuronas que se encuentra en el tejido que se localiza en la parte superior de la nariz. Las neuronas se conectan directamente con el cerebro y a partir de señales trasmitidas por los receptores olfativos es que es posible percibir los aromas, identificando exactamente el olor.1
Los olores que se perciben pueden ser apreciar de dos maneras diferentes; por medio de las fosas nasales o a través del canal que conecta la nariz con la boca. Debido a esto es que cuando existe la presencia de un resfriado los olores no pueden ser distinguidos con facilidad pues el canal se encuentra bloqueado, generando una limitación en la capacidad para disfrutar el sabor de la comida.1

## Características
- Reducción en la capacidad olfativa del paciente.2

- Se debe a trastorno congénitos, enfermedades neurodegenerativas o autoinmunes, traumatismos craneales, exposición a toxinas enfermedades virales e inflamaciones rinosinusales.2

- Patología de baja peligrosidad y deterioro.2

- Afecta notablemente la vida de la persona que la padece.2

- Existen intervenciones terapéuticas como tratamiento.2

## Evaluación
Actualmente no existen pruebas estandarizadas para la evaluación de estos trastornos olfativos, pero existen una serie de pruebas válidas que permiten evaluar la identificación de los olores y el umbral de detección de estos. 2
La herramienta que se utiliza hoy en día es la prueba de identificación de olores de la Universidad de Pensilvania, en la cual existen 40 muestras para oler y el paciente debe identificar el olor entre cuatro opciones para cada una de las muestras. Así mismo existe otra herramienta con la cual se evalúa el umbral olfativo, por medio de viales diluidos. 2

## Consecuencias
- Perdida en el interés en la ingesta de alimentos.2

- Limita la capacidad de detectar olores extraños.2

- Reducción en la calidad de vida ya que se ve limitado uno de los principales sentidos de percepción de las personas.2

## Causas
La hiposmia no responde a una causa única, sino que existen diferentes patologías que pueden originar esta alteración. Algunas de estas patologías son:
- 1.	Alergias

Las alergias al ser un padecimiento que altera directamente las regiones nasales generan fácilmente la reducción de la capacidad olfativa. En ciertas situaciones, cuando se logra tratar adecuadamente la alergia el paciente puede gradualmente ir recuperando la capacidad de percibir olores, pero en algunos casos al no tener cura dicha patología el reconocimiento y percepción de los olores va disminuyendo de forma progresiva; y en ocasiones permanentemente.2
- 2.	Traumatismos craneoencefálicos

Como se mencionó anteriormente la capacidad olfativa es controlada en cierta medida por las estructuras cerebrales y por esta razón esta región también se puede ver afectada, generando hiposmia. De esta forma, se han encontrado casos en los cuales debido a traumatismos craneoencefálicos se han producido problemas en la percepción y reconocimiento de los olores. La restauración de la capacidad olfativa en este tipo de situación depende directamente de la gravedad del traumatismo.2
- 3.	Pólipos nasales

Los pólipos nasales al afectar directamente las regiones de la nariz, suelen generar una reducción evidente en la capacidad olfativa, pues al obstaculizar las vías respiratorias estos generan un bloqueo que no permite la percepción de los olores; lo bueno en estos casos es que tras la extirpación de los pólipos la capacidad olfativa regresa.2
- 4.	Infecciones virales

Las infecciones virales o comúnmente conocidas como gripa originan usualmente hiposmia, pues el sentido del olfato se ve reducido debido al bloqueo que generan los fluidos nasales en la región de la nariz. Esta percepción del olor se encuentra afectada únicamente mientras dura la infección, aunque en ciertas ocasiones y dependiendo de la patología presentada se origina una pérdida total en el sentido del olfato.2
- 5.	Anemia

Una de las causas más comunes de la anemia es el déficit de zinc, el cual se encuentra encargado de procesar la información del olor. Por esta razón la anemia puede ser una causa de la reducción del olfato.4,5
- 6.	Sinusitis

La sinusitis es una patología que afecta las mucosas nasales, pues estas se inflaman y producen fuertes dolores de cabeza y viscosidad dentro de las fosas nasales, lo cual genera una reducción o perdida del sentido del olfato. 5
- 7.	Rinitis

Al ser un tipo de alergia, esta provoca inflamación en las membranas nasales y mucosidad, generando dificultad la detección de olores. 5

## Aviso de patologías más serias
- 1.	Diabetes

No existe una explicación clara de porque esta enfermedad causa problemas olfativos, pero se sabe que esto tiene que ver con una inflamación en las glándulas salivales que genera la pérdida del gusto; y como estos dos sentidos estos conectados entre sí, el olfato también se ve afectado. 5
- 2.	Patologías neurodegenerativas

Al igual que en la diabetes es difícil demostrar de una forma objetiva por qué se presenta una reducción del olfato o la pérdida completa de este. Algunos enfermos de alzhéimer, párkinson y esclerosis múltiple pierden el sentido del olfato años antes de que los síntomas comunes de este tipo de enfermedades lleguen; y por este motivo es que se están ampliando investigaciones que expliquen de forma clara si un trastorno olfativo puede ser una fase temprana de este tipo de enfermedades neurodegenerativas. 5
- 3.	Tumores

La reducción en la capacidad olfativa puede ser un indicio claro de que existe un tumor en la nariz o en el cerebro, pues este obstruye el nervio olfativo. 5
- 4.	Otras

Afecciones tales como obesidad, hipertensión, hipotiroidismo, problemas dentales, la hepatitis y la sífilis pueden destruir los receptores olfativos de forma temporal o permanente. 5

## Agentes externos que afectan el olfato
- 1.	Tabaquismo

Lo que sucede con las personas que fuman es que estas captan los olores, pero con una menor intensidad. El motivo de esta reducción en la percepción de los olores es la presencia de nicotina y alquitrán, pues estos, al adormecer los terminales neuronales genera que no puedan trabajar de forma correcta. 
- 2.	Efecto secundario de algunos medicamentos

La nafazolina, la resepina, los corticoides, los descongestinantes nasales y los vasoconstrictores son medicamentos que como efecto secundario acarrean una reducción en la capacidad olfativa. 
- 3.	Efectos ambientales

Cuando no existe una protección al entrar en contacto con determinados vapores, gases, productos químicos o rayos x, se puede ver deteriorado el sentido del olfato, reduciendo de este modo la percepción que se puede tener de los olores.

## Tratamientos
- 1.	Tratamiento farmacológico

Si la disminución en la capacidad olfativa se debe a un problema de alergia, se puede recetar unos antihistamínicos que permitirán combatir contra el trastorno y de este modo conseguir la recuperación. En otras ocasiones un déficit vitamínico puede originar también la hiposmia; y en estos casos se emplea la administración de vitaminas y de este modo se puede resolver el padecimiento. Una de las recomendaciones más importantes que se le da a un paciente que sufre de hiposmia es evitar el uso de descongestivos, pues este medicamente puede generar un efecto contrario y empeorar el problema con la disminución de la capacidad olfativa.3
- 2.	Tratamiento quirúrgico

Se requiere de un tratamiento quirúrgico cuando la causa de la hiposmia es una lesión u obstrucción las regiones nasales. Se realiza la correspondiente intervención quirúrgica para corregir el problema que generaba la disminución de la capacidad olfativa.3